# أحمد الريسوني (ثائر)
أبو العباس أحمد بن محمد بن عبد الله الريسوني ، مولاي أحمد الريسوني، برّيسول ويدعوه رجاله الشريف الريسوني  ويسميه الإنجليز البريسولي، (1871- أبريل 1925)، ثائر وزعيم، من مناوئي الاحتلال الإسباني في المغرب العربي في مطلع القرن العشرين.

## حياته
هو من مواليد بلدة زينات من بني عَرُّوس بالريف في المغرب سنة 1860. كان برّيسول طفلا عاديا تربى في حضن والدته بعد أن مات والده في سن مبكرة في قرية الزينات القريبة من طنجة. كانت أمه تريد أن يكون عالم دين يفتي الناس في أمور دينهم ويؤم بهم الصلوات، لكنه تحول إلى قائد عسكري يقود الناس نحو الحرب والقتال.
سبق له في سنوات تسعينيات القرن التاسع عشر، في أيام السلطان الحسن الأول بن محمد، والتف حوله جموع من قبيلة بني عروس، ومن أخواله بني مصوَّر، أن عاش الحياة الحرة للمهرِّب في الشمال الشرقي من المغرب، إلى أن أمكن لعامل مدينة طنجة عبد الرحمان ولد الصدوق، أن يلقي القبض عليه، ويرسله إلى سجن مدينة الصويرة. ولم يكن في الإمكان قتله بسبب ما اقترف من الجرائم، بحكم انحداره من أسرة جليلة القدر، كان الأهالي يعتبرونها فوق العقاب. ولقد مكث الريسوني في السجن مدة سنتين تقريباً، بعد أن مات السلطان، ثم أُخليَ سبيله بعفو من عبد العزيز بن الحسن، بعد تدخَّل العجوز الطريس، الذي ينحدر، هو نفسه، من نفس بلاد الريسوني؛ تطوان، لدى السلطان لصالحه. وهو خطأ سيندم عنه الطريس بعدئذ، شديد الندم.
يروي ليونارد كاروف الذي كان يتولى قيادة سفينة «التركي»:

### المقاومة
في بداية القرن الواحد العشرين كان المغرب مشتتا بين سلطان لاه أغرقه الأوربيون باللعب، وبين فتنة في عموم البلاد وظهور متمردين هنا وهناك، من بينهم بوحمارة، وشيوع السيبة والقتل والسلب والنهب، وكان برّيسول واحدا من الذين انتفضوا ضد السيبة، فقال الكثيرون إن هذا الرجل قاوم السيبة، وآخرون قالوا إنه ساهم في السيبة وكرسها. كان المغرب يعيش على بركان التمردات، وبينما كان المتمرد بوحمارة يبسط سيطرته على مناطق واسعة من وسط المغرب ومنطقة شمال وشرق الريف، كان مولاي أحمد الريسوني الحاكم شبه المطلق في مناطق جبالة، ولا شيء يقف في طريقه حتى أعتى الدول الأوروبية.المصادر التاريخية التي تتحدث عن برّيسول تخلط ما بين الأسطورة والحقيقة، لكن المشكلة أن طبيعة ذلك الرجل وصرامته وجرأته، وبطشه أيضا، جعلت منه شخصا أسطوريا، حتى وإن كانت قلعة نفوذه محدودة لفترة معينة من الزمن.
المؤرخون الغربيون يصفون مولاي أحمد بكونه قاطع طريق وجبارا ومختطفا، والمصادر المغربية تصفه بالخائن ومروع الآمنين، والمتعاطفون معه يصفونه بالرجل الوطني الذي وقف ضد تهاون السلطان مولاي عبد العزيز وتردي الأمن في نواحي طنجة والمدن الجبلية الأخرى.

### الاختطاف
والتر هاريس ابن إحدى العائلات البريطانية الغنية بالمغرب في القرن التاسع عشر، وسافر في ربوعه وتعرف على عادات المغاربة وتقاليدهم. بعد سنوات من استقراره في طنجة، تعرض هاريس للاختطاف وسقط في أيدي رجال مولاي أحمد الريسوني وكان محمد ياسين الحمداوي أحد المشاركين في تلك المعركة .

## القرصنة

### وفاته
يقال انه توفي في أواخر شهر أبريل عام 1925 جراء المعناة من مرض الوذمة (Edema). وبالرغم من الشائعات التي لاحقته طوال حياته إلا أنه يعتبر بطلا شعبيا من قبل العديد من سكان مدن ومناطق جبالة.

## مقولات عنه
المؤرخ مانويل أورتيغا فيقول في كتابه عن الريسوني «عندما نتأمل سيرة هذا الرجل، إمبراطور الجبل، المحتمي بالغابات الطبيعية والجبال، والذي تحدى قوة إنجلترا والولايات المتحدة الأمريكية رغم الأسلحة والمدافع التي تملكانها، ورغم الذهب الذي ظلتا تغريانه، فإننا ندرك أن الريسوني لم يكن دنيئا».

وفي كتاب «المغرب»، يقول توماس غارسيا فيغيراس: 

أما فرانسيسكو هيرنانديث مير فيقول: 

## تجسيده في الأفلام
الفيلم الشهير «العاصفة والأسد» (بالإنجليزية: The Wind and the Lion)، الذي لعب فيه الممثل الإنجليزي الشهير شون كونري دور الريسوني،